# Karagadji (Dargala)
Pour les articles homonymes, voir Karagadji.
Karagadji est une localité du Cameroun située dans l'arrondissement de Dargala, le département du Diamaré et la région de l’Extrême-Nord. Elle fait partie du canton de Yoldéo.

## Population
Lors du recensement de 2005, on y a dénombré 270 personnes.